# Ochropleura rana
Ochropleura rana är en fjärilsart som beskrevs av Lederer 1853. Ochropleura rana ingår i släktet Ochropleura och familjen nattflyn. Inga underarter finns listade i Catalogue of Life.